# Shean Donovan
Shean Patrick Donovan (* 22. Januar 1975 in Timmins, Ontario) ist ein ehemaliger kanadischer Eishockeyspieler, der im Verlauf seiner aktiven Karriere zwischen 1995 und 2010 insgesamt 1000 Partien für die San Jose Sharks, Colorado Avalanche, Atlanta Thrashers, Pittsburgh Penguins, Calgary Flames, Boston Bruins und Ottawa Senators in der National Hockey League auf der Position des rechten Flügelstürmers bestritten hat. Seinen größten Karriereerfolg feierte Donovan im Trikot der kanadischen Nationalmannschaft mit dem Gewinn der Weltmeisterschaft 1997.

## Karriere
Donovan spielte während seiner Juniorenzeit vier Jahre von 1991 bis 1995 bei den Ottawa 67’s in der Ontario Hockey League. Während dieser Zeit nahm er an der Junioren-Weltmeisterschaft 1995 und gewann mit der kanadischen Nationalmannschaft die Goldmedaille.
Nachdem er im NHL Entry Draft 1993 in der zweiten Runde an 28. Position von den San Jose Sharks ausgewählt worden war, nahmen ihn diese während der Saison 1994/95 unter Vertrag. Der Kanadier blieb dem Team bis in die Spielzeit 1997/98 hinein treu und spielte auch bei der Weltmeisterschaft 1997, wo er die zweite Goldmedaille seiner Karriere gewann, ehe er gemeinsam mit dem Erstrunden-Draftpick der Sharks im NHL Entry Draft 1998 für Mike Ricci zur Colorado Avalanche abgegeben wurde. Im Spieljahr 1999/00 folgte der Transfer zu den neu gegründeten Atlanta Thrashers im Austausch für Torwart Rick Tabaracci. Diese setzten ihn gegen Ende der Spielzeit 2001/02 auf die Waiver-Liste von wo ihn die Pittsburgh Penguins auswählten. Nach einem weiteren Wechsel zu den Calgary Flames im März 2003 folgte in der Saison 2003/04 Donovans bestes NHL-Jahr mit 42 Punkten in 82 Spielen sowie das Erreichen der Finalserie um den Stanley Cup, wo die Flames den Tampa Bay Lightning unterlagen.
Bedingt durch den Lockout in der NHL während der Saison 2004/05 wechselte Donovan nach Europa. Dort spielte er ein Jahr für den Genève-Servette HC in der Schweizer Nationalliga A, ehe er zur Spielzeit 2005/06 zu den Flames zurückkehrte. Nach der Saison verlängerte man seinen auslaufenden Vertrag nicht, worauf der Kanadier als Free Agent zu den Boston Bruins ging. Ab der Saison 2007/08 spielte er für die Ottawa Senators. Nach drei Saisons wurde sein Vertrag in Ottawa allerdings nicht verlängert.
Im November 2010 beendete er seine Karriere, nachdem er zunächst am Trainingslager der Syracuse Crunch teilgenommen hatte.

## Erfolge und Auszeichnungen
- 1995 Goldmedaille bei der Junioren-Weltmeisterschaft
- 1997 Goldmedaille bei der Weltmeisterschaft

## Karrierestatistik

### International
Vertrat Kanada bei:
- Junioren-Weltmeisterschaft 1995
- Weltmeisterschaft 1997

(Legende zur Spielerstatistik: Sp oder GP = absolvierte Spiele; T oder G = erzielte Tore; V oder A = erzielte Assists; Pkt oder Pts = erzielte Scorerpunkte; SM oder PIM = erhaltene Strafminuten; +/− = Plus/Minus-Bilanz; PP = erzielte Überzahltore; SH = erzielte Unterzahltore; GW = erzielte Siegtore; 1 Play-downs/Relegation; Kursiv: Statistik nicht vollständig)